# Max Wolf

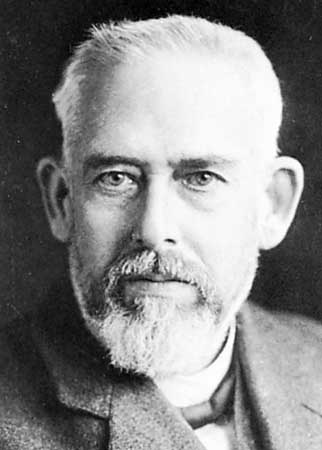
Max Wolf

| Odkryte planetoidy: 248 | Odkryte planetoidy: 248 |
| ----------------------- | ----------------------- |
| (323) Brucia            | 22 grudnia 1891         |
| (325) Heidelberga       | 4 marca 1892            |
| (328) Gudrun            | 18 marca 1892           |
| (329) Svea              | 21 marca 1892           |
| (330) Adalberta         | 2 lutego 1910           |
| (332) Siri              | 19 marca 1892           |
| (333) Badenia           | 22 sierpnia 1892        |
| (334) Chicago           | 23 sierpnia 1892        |
| (339) Dorothea          | 25 września 1892        |
| (340) Eduarda           | 25 września 1892        |
| (341) California        | 25 września 1892        |
| (342) Endymion          | 17 października 1892    |
| (343) Ostara            | 15 listopada 1892       |
| (351) Yrsa              | 16 grudnia 1892         |
| (352) Gisela            | 12 stycznia 1893        |
| (353) Ruperto-Carola    | 16 stycznia 1893        |
| (385) Ilmatar           | 1 marca 1894            |
| (386) Siegena           | 1 marca 1894            |
| (391) Ingeborg          | 1 listopada 1894        |
| (392) Wilhelmina        | 4 listopada 1894        |
| (393) Lampetia          | 4 listopada 1894        |
| (399) Persephone        | 23 lutego 1895          |
| (401) Ottilia           | 16 marca 1895           |
| (407) Arachne           | 13 października 1895    |
| (408) Fama              | 13 października 1895    |
| (412) Elisabetha        | 7 stycznia 1896         |
| (413) Edburga           | 7 stycznia 1896         |
| (415) Palatia           | 7 lutego 1896           |
| (417) Suevia            | 6 maja 1896             |
| (418) Alemannia         | 7 września 1896         |
| (419) Aurelia           | 7 września 1896         |
| (420) Bertholda         | 7 września 1896         |
| (421) Zähringia         | 7 września 1896         |
| (434) Hungaria          | 11 września 1898        |
| (435) Ella              | 11 września 1898        |
| (436) Patricia          | 13 września 1898        |
| (442) Eichsfeldia       | 15 lutego 1899          |
| (443) Photographica     | 17 lutego 1899          |
| (446) Aeternitas        | 27 października 1899    |
| (447) Valentine         | 27 października 1899    |
| (448) Natalie           | 27 października 1899    |
| (449) Hamburga          | 31 października 1899    |
| (450) Brigitta          | 10 października 1899    |
| (455) Bruchsalia        | 22 maja 1900            |
| (456) Abnoba            | 4 czerwca 1900          |
| (457) Alleghenia        | 15 września 1900        |
| (458) Hercynia          | 21 września 1900        |
| (459) Signe             | 22 października 1900    |
| (460) Scania            | 22 października 1900    |
| (461) Saskia            | 22 października 1900    |
| (462) Eriphyla          | 22 października 1900    |
| (463) Lola              | 31 października 1900    |
| (464) Megaira           | 9 stycznia 1901         |
| (465) Alekto            | 13 stycznia 1901        |
| (466) Tisiphone         | 17 stycznia 1901        |
| (467) Laura             | 9 stycznia 1901         |
| (468) Lina              | 18 stycznia 1901        |
| (471) Papagena          | 7 czerwca 1901          |
| (473) Nolli             | 13 lutego 1901          |
| (474) Prudentia         | 13 lutego 1901          |
| (480) Hansa             | 21 maja 1901            |
| (482) Petrina           | 3 marca 1902            |
| (483) Seppina           | 4 marca 1902            |
| (484) Pittsburghia      | 29 kwietnia 1902        |
| (488) Kreusa            | 26 czerwca 1902         |
| (490) Veritas           | 3 września 1902         |
| (491) Carina            | 3 września 1902         |
| (492) Gismonda          | 3 września 1902         |
| (493) Griseldis         | 7 września 1902         |
| (494) Virtus            | 7 października 1902     |
| (495) Eulalia           | 25 października 1902    |
| (496) Gryphia           | 25 października 1902    |
| (499) Venusia           | 24 grudnia 1902         |
| (500) Selinur           | 16 stycznia 1903        |
| (501) Urhixidur         | 18 stycznia 1903        |
| (502) Sigune            | 19 stycznia 1903        |
| (509) Iolanda           | 28 kwietnia 1903        |
| (512) Taurinensis       | 23 czerwca 1903         |
| (513) Centesima         | 24 sierpnia 1903        |
| (514) Armida            | 24 sierpnia 1903        |
| (515) Athalia           | 20 września 1903        |
| (520) Franziska         | 27 października 1903    |
| (522) Helga             | 10 stycznia 1904        |
| (524) Fidelio           | 14 marca 1904           |
| (526) Jena              | 14 marca 1904           |
| (527) Euryanthe         | 20 marca 1904           |
| (528) Rezia             | 20 marca 1904           |
| (529) Preziosa          | 20 marca 1904           |
| (530) Turandot          | 11 kwietnia 1904        |
| (531) Zerlina           | 12 kwietnia 1904        |
| (532) Herculina         | 20 kwietnia 1904        |
| (539) Pamina            | 2 sierpnia 1904         |
| (540) Rosamunde         | 3 sierpnia 1904         |
| (541) Deborah           | 4 sierpnia 1904         |
| (549) Jessonda          | 15 listopada 1904       |
| (550) Senta             | 16 listopada 1904       |
| (551) Ortrud            | 16 listopada 1904       |
| (552) Sigelinde         | 14 grudnia 1904         |
| (553) Kundry            | 27 grudnia 1904         |
| (555) Norma             | 14 stycznia 1905        |
| (557) Violetta          | 26 stycznia 1905        |
| (558) Carmen            | 9 lutego 1905           |
| (559) Nanon             | 8 marca 1905            |
| (560) Delila            | 13 marca 1905           |
| (561) Ingwelde          | 26 marca 1905           |
| (562) Salome            | 3 kwietnia 1905         |
| (565) Marbachia         | 9 maja 1905             |
| (570) Kythera           | 30 lipca 1905           |
| (573) Recha             | 19 września 1905        |
| (574) Reginhild         | 19 września 1905        |
| (575) Renate            | 19 września 1905        |
| (577) Rhea              | 20 października 1905    |
| (578) Happelia          | 1 listopada 1905        |
| (580) Selene            | 17 grudnia 1905         |
| (586) Thekla            | 21 lutego 1906          |
| (587) Hypsipyle         | 22 lutego 1906          |
| (588) Achilles          | 22 lutego 1906          |
| (590) Tomyris           | 4 marca 1906            |
| (592) Bathseba          | 18 marca 1906           |
| (594) Mireille          | 27 marca 1906           |
| (597) Bandusia          | 16 kwietnia 1906        |
| (598) Octavia           | 13 kwietnia 1906        |
| (601) Nerthus           | 21 czerwca 1906         |
| (605) Juvisia           | 27 sierpnia 1906        |
| (609) Fulvia            | 24 września 1906        |
| (610) Valeska           | 26 września 1906        |
| (641) Agnes             | 8 września 1907         |
| (642) Clara             | 8 września 1907         |
| (659) Nestor            | 23 marca 1908           |
| (683) Lanzia            | 23 lipca 1909           |
| (692) Hippodamia        | 5 listopada 1901        |
| (707) Steïna            | 22 grudnia 1910         |
| (712) Boliviana         | 19 marca 1911           |
| (733) Mocia             | 16 września 1912        |
| (798) Ruth              | 21 listopada 1914       |
| (800) Kressmannia       | 20 marca 1915           |
| (801) Helwerthia        | 20 marca 1915           |
| (802) Epyaxa            | 20 marca 1915           |
| (805) Hormuthia         | 17 kwietnia 1915        |
| (806) Gyldenia          | 18 kwietnia 1915        |
| (807) Ceraskia          | 18 kwietnia 1915        |
| (809) Lundia            | 11 sierpnia 1915        |
| (810) Atossa            | 8 września 1915         |
| (811) Nauheima          | 8 września 1915         |
| (813) Baumeia           | 28 listopada 1915       |
| (815) Coppelia          | 2 lutego 1916           |
| (816) Juliana           | 8 lutego 1916           |
| (817) Annika            | 6 lutego 1916           |
| (818) Kapteynia         | 21 lutego 1916          |
| (819) Barnardiana       | 3 marca 1916            |
| (820) Adriana           | 30 marca 1916           |
| (821) Fanny             | 31 marca 1916           |
| (822) Lalage            | 31 marca 1916           |
| (823) Sisigambis        | 31 marca 1916           |
| (826) Henrika           | 28 kwietnia 1916        |
| (831) Stateira          | 20 września 1916        |
| (832) Karin             | 20 września 1916        |
| (833) Monica            | 20 września 1916        |
| (834) Burnhamia         | 20 września 1916        |
| (835) Olivia            | 23 września 1916        |
| (836) Jole              | 23 września 1916        |
| (837) Schwarzschilda    | 23 września 1916        |
| (838) Seraphina         | 24 września 1916        |
| (839) Valborg           | 24 września 1916        |
| (840) Zenobia           | 25 września 1916        |
| (841) Arabella          | 1 października 1916     |
| (842) Kerstin           | 1 października 1916     |
| (845) Naëma             | 16 listopada 1916       |
| (860) Ursina            | 22 stycznia 1917        |
| (861) Aïda              | 22 stycznia 1917        |
| (862) Franzia           | 28 stycznia 1917        |
| (863) Benkoela          | 9 lutego 1917           |
| (865) Zubaida           | 15 lutego 1917          |
| (866) Fatme             | 25 lutego 1917          |
| (868) Lova              | 26 kwietnia 1917        |
| (870) Manto             | 12 maja 1917            |
| (871) Amneris           | 14 maja 1917            |
| (872) Holda             | 21 maja 1917            |
| (873) Mechthild         | 21 maja 1917            |
| (874) Rotraut           | 25 maja 1917            |
| (875) Nymphe            | 19 maja 1917            |
| (879) Ricarda           | 22 lipca 1917           |
| (880) Herba             | 22 lipca 1917           |
| (881) Athene            | 22 lipca 1917           |
| (883) Matterania        | 14 września 1917        |
| (884) Priamus           | 22 września 1917        |
| (887) Alinda            | 3 stycznia 1918         |
| (888) Parysatis         | 2 lutego 1918           |
| (889) Erynia            | 5 marca 1918            |
| (890) Waltraut          | 11 marca 1918           |
| (891) Gunhild           | 17 maja 1918            |
| (892) Seeligeria        | 31 maja 1918            |
| (893) Leopoldina        | 31 maja 1918            |
| (894) Erda              | 4 czerwca 1918          |
| (895) Helio             | 11 lipca 1918           |
| (896) Sphinx            | 1 sierpnia 1918         |
| (897) Lysistrata        | 3 sierpnia 1918         |
| (898) Hildegard         | 3 sierpnia 1918         |
| (899) Jokaste           | 3 sierpnia 1918         |
| (900) Rosalinde         | 10 sierpnia 1918        |
| (901) Brunsia           | 30 sierpnia 1918        |
| (904) Rockefellia       | 29 października 1918    |
| (907) Rhoda             | 12 listopada 1918       |
| (908) Buda              | 30 listopada 1918       |
| (914) Palisana          | 4 lipca 1919            |
| (919) Ilsebill          | 30 października 1918    |
| (927) Ratisbona         | 16 lutego 1920          |
| (946) Poësia            | 11 lutego 1921          |
| (949) Hel               | 11 marca 1921           |
| (972) Cohnia            | 18 stycznia 1922        |
| (1008) La Paz           | 31 października 1923    |
| (1021) Flammario        | 11 marca 1924           |
| (1038) Tuckia           | 24 listopada 1924       |
| (1039) Sonneberga       | 24 listopada 1924       |
| (1053) Vigdis           | 16 listopada 1925       |
| (1069) Planckia         | 28 stycznia 1927        |
| (1134) Kepler           | 25 września 1929        |
| (1141) Bohmia           | 4 stycznia 1930         |
| (1169) Alwine           | 30 sierpnia 1930        |
| (1178) Irmela           | 13 marca 1931           |
| (1179) Mally            | 19 marca 1931           |
| (1203) Nanna            | 5 października 1931     |
| (1214) Richilde         | 1 stycznia 1932         |
| (1219) Britta           | 6 lutego 1932           |
| (1365) Henyey           | 9 września 1928         |
| (1514) Ricouxa          | 22 sierpnia 1906        |
| (1661) Granule          | 31 marca 1916           |
| (1703) Barry            | 2 września 1930         |
| (1967) Menzel           | 1 listopada 1905        |
| (2017) Wesson           | 20 września 1903        |
| (2119) Schwall          | 30 sierpnia 1930        |
| (2298) Cindijon         | 2 października 1915     |
| (2373) Immo             | 4 sierpnia 1929         |
| (2443) Tomeileen        | 24 stycznia 1906        |
| (2483) Guinevere        | 17 sierpnia 1928        |
| (2533) Fechtig          | 3 listopada 1905        |
| (2650) Elinor           | 14 marca 1931           |
| (2732) Witt             | 19 marca 1926           |
| (3034) Climenhaga       | 24 września 1917        |
| (3202) Graff            | 3 stycznia 1908         |
| (3396) Muazzez          | 15 października 1915    |
| (3626) Ohsaki           | 4 sierpnia 1929         |
| (3907) Kilmartin        | 14 sierpnia 1904        |
| (4588) Wislicenus       | 13 marca 1931           |
| (4775) Hansen           | 3 października 1927     |
| (4809) Robertball       | 5 września 1928         |
| (5702) Morando          | 16 marca 1931           |
| (5926) Schönfeld        | 4 sierpnia 1929         |
| 1. 2. 3. 4. 5.          |                         |

Maximilian Franz Joseph Cornelius Wolf (ur. 21 czerwca 1863 w Heidelbergu, zm. 3 października 1932 tamże) – niemiecki astronom. Odkrył 248 planetoid (228 samodzielnie oraz 20 wspólnie z innymi astronomami), 3 komety (14P/Wolf, 43P/Wolf-Harrington i C/1916 G1 (Wolf)) oraz 4 supernowe (SN 1895A, SN 1909A, SN 1920A i SN 1926A).

## Życiorys
Był jednym z pionierów wprowadzenia fotografii do badań astrofizycznych. Dzięki fotograficznym badaniom nieba udowodnił istnienie ciemnych obłoków materii międzygwiazdowej w Drodze Mlecznej i pierwszy użył stereokompaktora, co w znacznym stopniu pomogło w odkrywaniu i identyfikacji zmiennych lub poruszających się obiektów na fotografiach nieba. Na wykonanych przez niego zdjęciach wykryto ponad 5000 galaktyk, wśród nich gromadę galaktyk w gwiazdozbiorze Warkocz Bereniki. On też pierwszy odkrył na fotografii powracającą kometę Halleya, dokonując obserwacji w Heidelbergu 11 września 1909 roku. Poszukiwania opierał na efemerydzie obliczonej przez Cowella i Crommelina. Wprawdzie kometę odnaleziono na wcześniej zrobionych zdjęciach w innych obserwatoriach (24 sierpnia 1909 w obserwatorium w Heluanie oraz 9 września w Greenwich), ale przypadkowo w ramach innych prac badawczych. Odkryta w 1906 planetoida (588) Achilles to pierwsza z grupy trojańczyków.

## Nagrody i wyróżnienia
W 1912 roku przyznano mu nagrodę Prix Jules-Janssen. W 1914 roku otrzymał Złoty Medal Królewskiego Towarzystwa Astronomicznego. W 1930 roku otrzymał Bruce Medal.
W uznaniu jego zasług nazwano dwie planetoidy (827) Wolfiana i (1217) Maximiliana oraz krater Wolf na Księżycu.